# Леген (Виченца)
Леген је насеље у Италији у округу Виченца, региону Венето.
Према процени из 2011. у насељу је живело 74 становника. Насеље се налази на надморској висини од 1068 м.